# Giuseppe Gamba
Giuseppe Gamba (Asti, 25 de abril de 1857 - Turim, 26 de dezembro de 1929) foi um cardeal da Igreja Católica Romana e um arcebispo de Turim.

## Biografia

### Início da vida e ministério
Giuseppe Gamba nasceu em Asti, Itália e foi educado no Seminário local de Asti. Ele foi ordenado em 18 de setembro de 1880 e fez o trabalho pastoral e serviu como vigário geral da diocese de Asti de 1883 até 1901.

### Episcopado
Ele foi nomeado Bispo de Biella em 16 de dezembro de 1901 pelo Papa Leão XIII. Ele foi transferido para a Sé de Novara em 13 de agosto de 1906, onde permaneceu até ser promovido à sede metropolitana de Turim em 20 de dezembro de 1923.

### Cardinalizado
Ele foi criado Cardeal-Sacerdote de Santa Maria sopra Minerva pelo Papa Pio XI no consistório de 20 de dezembro de 1926. Ele morreu em 1929 depois de ser cardeal por apenas três anos.